# Institut international pour la recherche et la formation
L'Institut international de recherche et de formation (IIRF) est un centre dont le but est de favoriser les recherches et la formation pour des militants progressistes et des chercheurs dans le monde. Il est basé à Amsterdam, aux Pays-Bas.
Son activité principale consiste en l'organisation de conférences, de groupes d'études et de cours, ayant pour sujet l'émancipation des « opprimés et des exploités ». Il se donne ainsi comme objectif de développer une pensée critique du monde actuel.
L'Institut est créé à Bruxelles en 1982, et reconnu en Belgique comme association scientifique internationale par décret royal du 11 juin 1981. Les locaux ont été transférés à Amsterdam à la fin des années 1980.
L'IIRF est souvent associé aux idées trotskistes de ses deux fondateurs, Ernest Mandel et Livio Maitan. Ils ont été des dirigeants de la Quatrième Internationale (SU) dans les décennies suivant la Seconde Guerre mondiale. Leurs écrits ont été publiés par l'institut. Après la mort de Mandel, l'IIRF abrite le « Centre d'Études Ernest Mandel » ouvert en 1995.
En 2007, l'Institut a déplacé ses locaux à l'est d'Amsterdam dans un plus grand bâtiment, et en a profité pour rénover et moderniser ses équipements.

## Conférenciers
Ses membres les plus renommés sont :
- Gilbert Achcar (Liban/France), Centre Marc Bloch, scientifique politique et écrivain, dont Choc des barbaries, Eastern Cauldron, et Le Marxisme d'Ernest Mandel.
- Daniel Bensaïd (France), université Paris-VIII, auteur de nombreuses études philosophiques, sociologiques et politiques, dont Les Discordances du temps.
- Susan Caldwell (Canada), Collège Dawson, conférencière en psychologie, sur l'histoire des femmes et les relations Nord/Sud.
- James Cockcroft (États-Unis/Canada), spécialisé dans la société latino-américaine, auteur de La Esperanza de México, América Latina, Latino Visions, et Salvador Allende.
- Stephanie Coontz (États-Unis), Collège d'État d'Evergreen, historien, auteur d'études sur le féminisme, dont The Social Origins of Private Life et The Way We Never Were.
- Janette Habel (France), université Paris-VIII, auteur de Ruptures à Cuba.
- Michel Husson (France), Institut national de la statistique et des études économiques (INSEE), auteur de travaux universitaires dont Sommes-nous trop ?.
- Michael Löwy (Brésil/France), Centre national de la recherche scientifique (CNRS), sociologue des religions et auteur de nombreux livres, dont Quand l'utopie ne désarme pas et Écologie et socialisme.
- David Mandel (Canada), Université du Québec à Montréal, scientifique politique et rédacteur du journal bilingue anglais-russe Alternatives.
- Braulio Moro (Mexique), économiste.
- Pierre Rousset (France), ancien directeur de l'IIRF, auteur de livres sur l'écologie et la politique en Asie de l'Est, membre du groupe de travail sur l'écologie d'ATTAC.
- Catherine Samary (France), université Paris-Dauphine, économiste et spécialiste de l'Europe de l'Est, auteur de travaux universitaires, dont  La Déchirure yougoslave : Questions pour l'Europe.
- Anthony Arthur Smith (États-Unis), université d'État de l'Iowa, philosophe et auteur de livres, dont Dialectical Social Theory and Its Critics.
- Éric Toussaint (Belgique), directeur de l'IIRF, membre du Comité pour l'annulation de la dette du tiers monde, auteur de livres sur l'histoire de l'Amérique Latine et sur l'économie politique internationale.
- Josette Trat (France), université Paris-VIII, auteure de travaux sur les théories féministes et ancienne rédactrice des Cahiers du féminisme.
- Marcel van der Linden (Pays-Bas), Institut international d'histoire sociale, historien du travail et corédacteur de The Formation of Labour Movements, 1870-1914.
- François Vercammen (Belgique), Fondation Ernest Mandel, directeur du centre de recherche de l'IIRF à Bruxelles.
- Peter Waterman (Pays-Bas/Grande-Bretagne) spécialiste sur les nouvelles formes de syndicalisme, sur les mouvements de solidarité internationale et la solidarité culturelle et informative mondiales. Il a récemment écrit et coédité Labour Worldwide in the Era of Globalisation, Globalisation, Social Movements and the New Internationalisms, Place, Space and the New Labour Internationalisms et Labour Rights in the Global Economy.
- Robert Went (Pays-Bas), université d'Amsterdam, économiste, ancien codirecteur de l'IIRF, auteur de livres dont Globalization: Neoliberal Challenge, Radical Responses et The Enigma of Globalization, corédacteur de The Price of the Euro.